# 板橋駅 (南京市)
板橋駅（はんきょうえき）は、中華人民共和国江蘇省南京市雨花台区板橋街道寧蕪公路と楽欣路交差点の南側で開業する予定の南京地下鉄S2号線の駅である。

## 駅名
事業着手当初、南京地下鉄集団は「板橋駅」の仮称を用いており、2024年3月7日に「板橋駅」を駅名として公示した。2024年4月15日、駅名が「板橋駅」に決定したことが発表された。

## 歴史
- 2025年12月 - S2号線の駅として開業する予定。